# Front Turcman Iraquià
El Front Turcman Iraquià és un partit polític turcman de l'Iraq i abans una coalició de diversos partits turcmans, que es considera el representant legítim del poble turcman de l'Iraq. Disposa de gran nombre de publicacions en turc i administra una ràdio i una televisió per satel·lit. Té representants a totes les regions on hi viuen turcmans. El seu líder és president del partit i és elegit o reelegit en un congrés cada dos anys; el president és executiu.
Es va fundar el 24 d'abril de 1995 a Irbil agrupant a sis partits d'ètnia turcmana que va tenir el suport de Turquia. Estava format per:
- Partit Nacional Turcman Iraquià
- Partit Provincial Turcman
- Moviment Turcman d'Independents
- Partit dels Drets dels Turcmans Iraquians
- Moviment Islàmic Turcman

El 4-7 d'octubre de 1997 es va celebrar un congrés nacional turcman que va designar un consell suprem turcman de 30 membres amb un president i un consell executiu, i es van establir les normes per l'elecció de l'autoritat política del poble turcman. Fou aquesta convenció la que va establir estatutàriament la nova bandera nacional, la que abans havia utilitzat l'Organització Nacional Democràtica dels Turcmans (1981-1985) i sota la qual els turcman van ingressar a l'UNPO (Unrepresented peoples Organization). Provisionalment fou de fet la bandera del Front Nacional Turcman però el 2001 ja apareix la nova bandera amb el color blau panturc i de la bandera nacional dels turcmans, i la mitja lluna; les sis estrelles representaven als sis partits membres (encara que el nombre de partits va variar les estrelles van romandre sempre igual). El febrer del 2001 el Front Turcman Iraquià va passar a ser dirigit per San'an Ahmad Agha i aleshores estava format per:
- Partit Nacional Turcman Iraquià
- Moviment Turcman d'Independents
- Club de Germanor Turcman
- Partit de Turkmeneli
- Associació Cultural i de Solidaritat dels Turcmans Iraquians
- Fundació de Cooperació i Cultura de Turkmeneli

El 2004 hi va haver algunes dissidències: el Club de Germanor Turcman a Erbil, dirigit per Wadad Erslan es va separar i un notable bloc de figures es va alienar amb les seves tesis d'excessiva influència turca en el moviment i manca d'estratègia. El president Faruk Abdullah no fou reelegit pel càrrec i va fundar el Partit de la Decisió dels Turcmans el qual va concórrer a les eleccions parlamentàries iraquianes el desembre del 2005 en les llistes del Congrés Nacional Iraquià d'Ahmed Jalabi. El partit no obstant va ingressar al Front.
El juny de 2005 i altre cop el juliol de 2006 el seu president Sadettin Ergec va ser víctima d'intents d'assassinat dels que es va lliurar.. Ergec encara era president el 2010.
El Front proposava la creació de dos governacions, una a Tuz i una a Tal Afer (Telafer) i ajudar els turcmans a recuperar les seves cases i propietats arreu (a Kirkuk i altres pobles), i ajudar-los també a reclamar les compensacions per les injustes expropiacions patides a mans del govern baasista. A Kirkuk el front considerava que el 90% de les expropiacions havien afectat a turcmans.
Al cinquè congrés a Kirkuk del 10 a 15 de juliol de 2008 van emergir noves diferències internes. Molts notables (la majoria de Mossul i Tal Afar) van refusar votar per un nou president. El Partit de Turkmeneli i el Partit de la Decisió dels Turcmans es van retirar. El primer considerava que s'havia de demanar una entitat autònoma turcman després de dividir el nord de l'Iraq en tres zones autònomes: Mossul (sota administració turcman-assíria i altres), Kirkuk (sota administració turcman-kurda) i Kurdistan (sota administració kurda)
El Front dels Turcmans es va constituir en partit polític unificat deixant de ser un front de diversos partits. No obstant diversos partits es van negar a ser dissolts i es van reagrupar en el Consell de Partits Turcmans.